# Ігрень (станція)
Ігрéнь — проміжна залізнична станція 3-го класу Дніпровської дирекції Придніпровської залізниці на електрифікованій лінії Нижньодніпровськ-Вузол — Синельникове II між станціями Нижньодніпровськ-Вузол (5 км) та Яворницьке (12 км). Розташована у Самарському районі міста Дніпро, на лівому березі річок Дніпра та Самара.

## Історія
Станція відкрита у 1873 році в ході спорудження дільниці Катеринослав — Синельникове приватної Лозово-Севастопольської залізниці. До 1904 року станція мала назву Одинківка.
У 1959 році станція електрифікована постійним струмом (=3 кВ) в складі дільниці Нижньодніпровськ — Синельникове.

## Пасажирське сполучення
На станції Ігрень зупиняються приміські електропоїзди Дніпровського та Синельниківського напрямків.